# 五百人广场

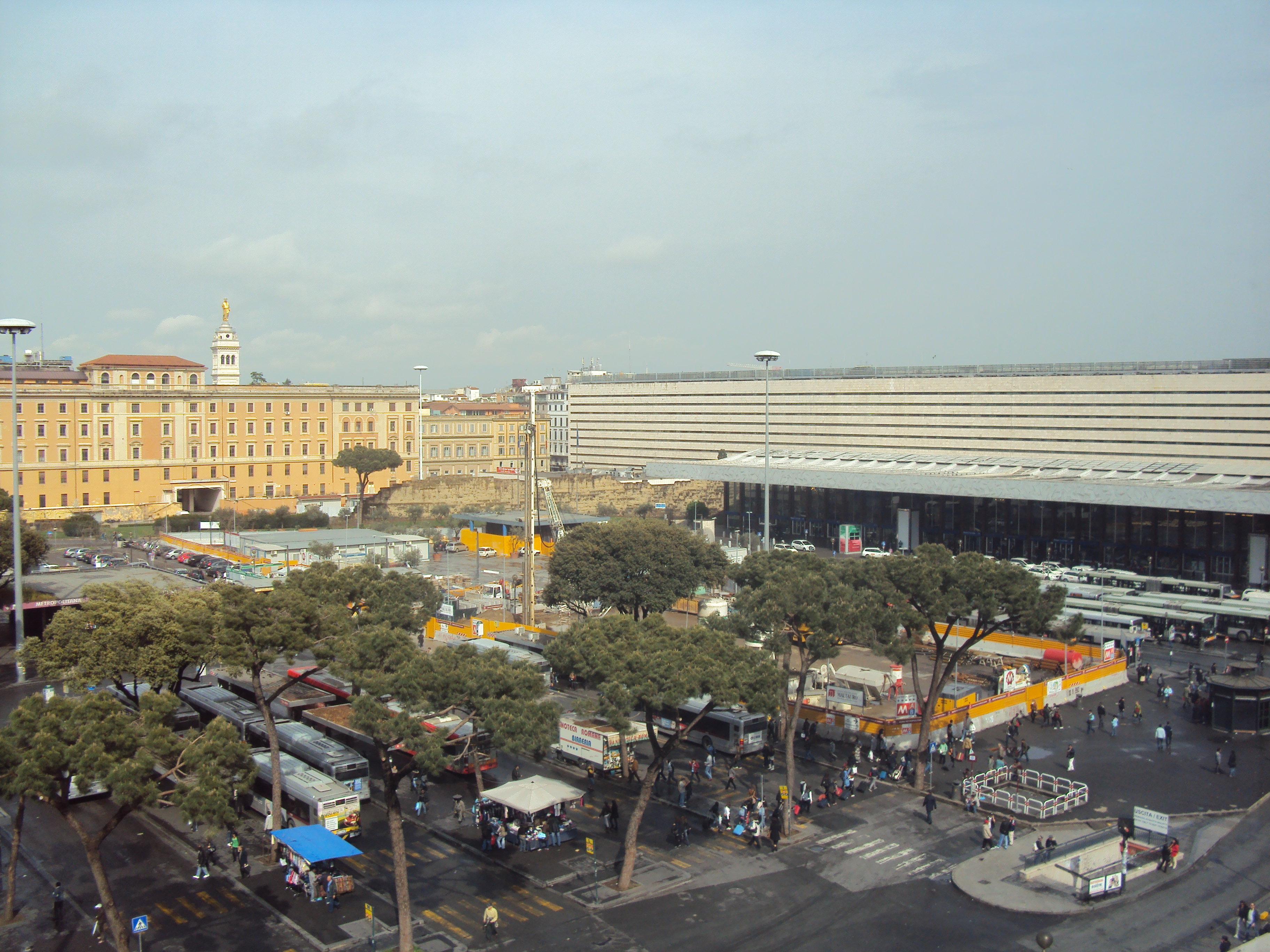

五百人广场（Piazza dei Cinquecento）是意大利罗马的一个广场，位于加富尔街、乔瓦尼·乔利蒂街和马尔萨拉街交汇处，罗马特米尼车站前方，跨埃斯奎利诺和卡斯特罗比勒陀里奥两区。
五百人广场得名于在1887年在非洲马萨瓦附近阵亡的500名意大利士兵。它曾被称为“特米尼广场”（piazza di Termini），以附近的古罗马戴克里先浴场命名。
五百人广场开辟于19世纪后期，罗马特米尼车站修建期间。1924年，广场上矗立由埃及拉美西斯二世建造的方尖碑，用以纪念五百士兵。
在附近的戴克里先浴场街，1937年曾安放来自亚的斯亚贝巴的猶大之獅。第二次世界大战之后归还了埃塞俄比亚。
2011年5月18日，雕塑家Oliviero Rainaldi在此创作了若望·保祿二世纪念碑。